# Balzer Jacobsen
Balzer Jacobsen var lagmand på Færøerne fra 1655 til 1661.
Balzer Jacobsen var dansker, og blev af kong Frederik 3. indsat som lagmand i stedet for færingen Jógvan Poulsen mod lagtingets vilje. Jacobsen var først og fremmest en af Christoffer Gabels mænd, som var landsfoged på Færøerne. Gabel havde Færøerne som len og monopol på al handel til og fra øerne. I 1661 overtog tidligere lagmand Jógvan Poulsen alligevel embedet på ny, og Jacobsen drog tilbage til Danmark, men den reelle magt på Færøerne lå stadig hos den af Gabel udpegede. Denne perioden af færøsk historie er kendt som Gabeltiden (færøsk: Gablatíðin), og var en vanskelig tid præget af handelsmonopol og ønske fra København om kronens absolutte kontroll over lenet.